# 眼真三指鳞虫
眼真三指鳞虫（学名：Euthalenessa oculata）为锡鳞虫科真三指鳞虫属的动物。分布于红海、东非、南非、西非以及中国南海等海域。